# Lifeplus Wahoo
Lifeplus Wahoo was een Britse wielerploeg voor vrouwen, die van 2016 tot en met 2024 deel uitmaakte van het peloton.

## Geschiedenis

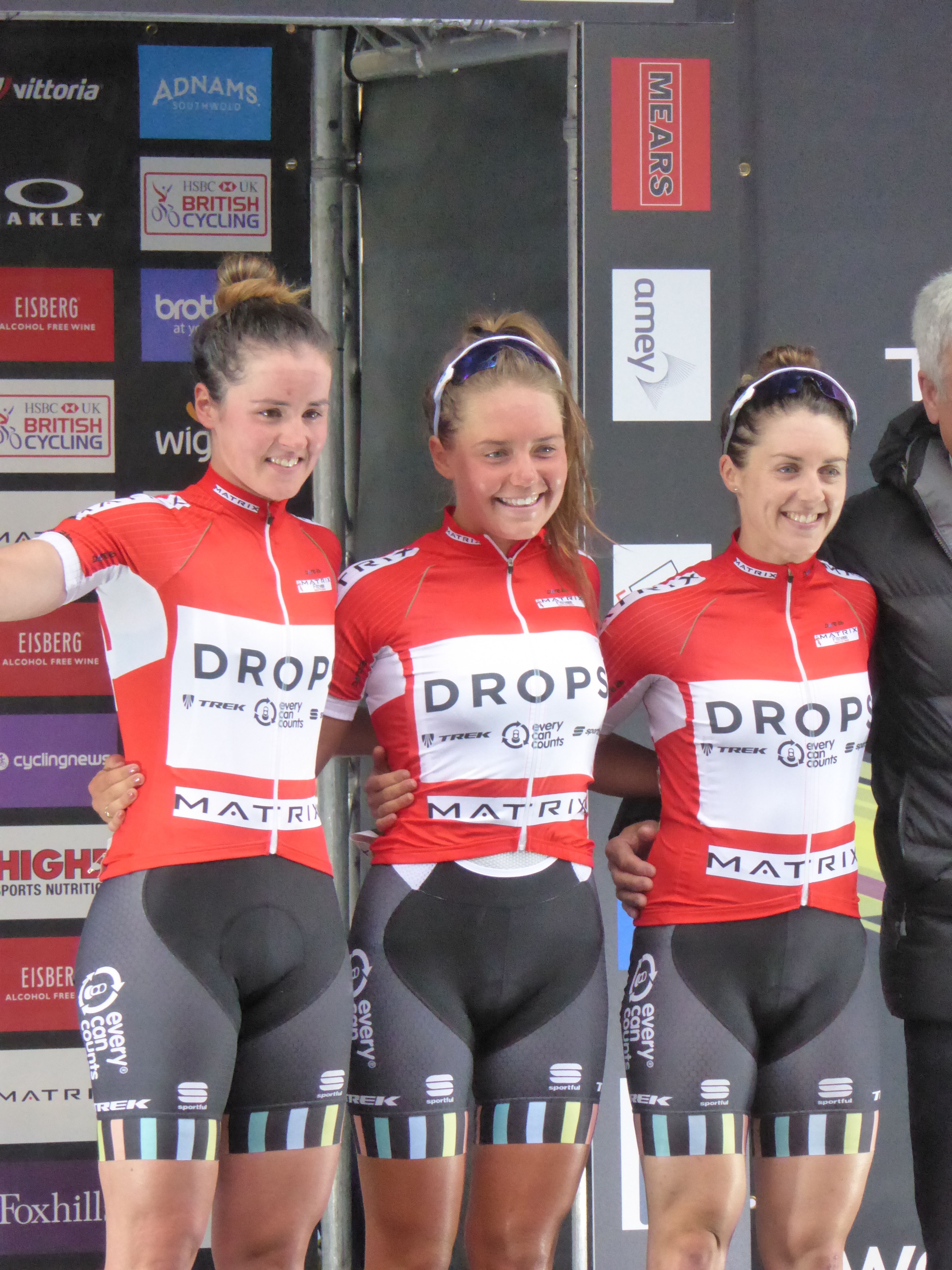
Drops in de Britse Tour Series in 2017.

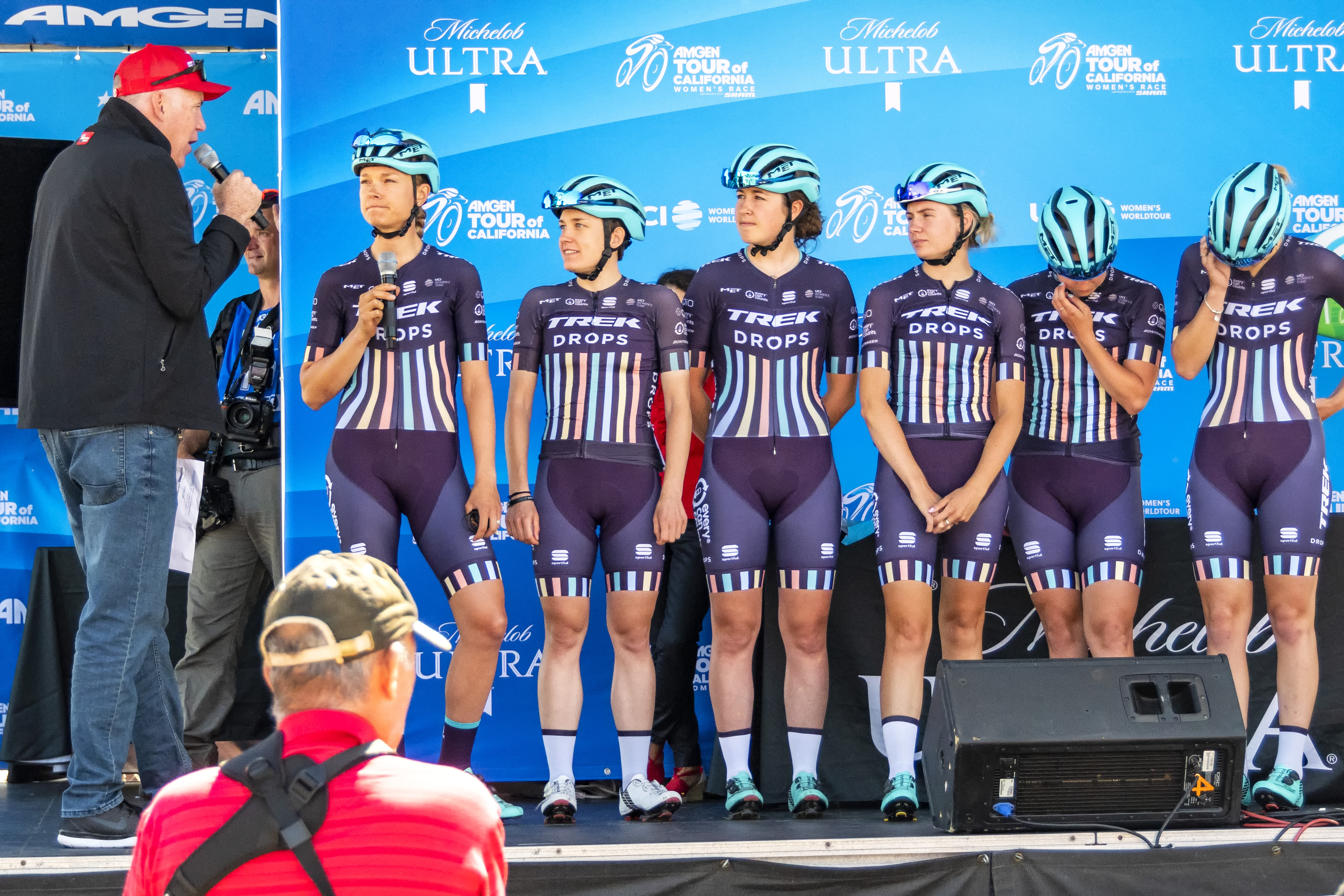
Trek-Drops in de Tour of California 2018.

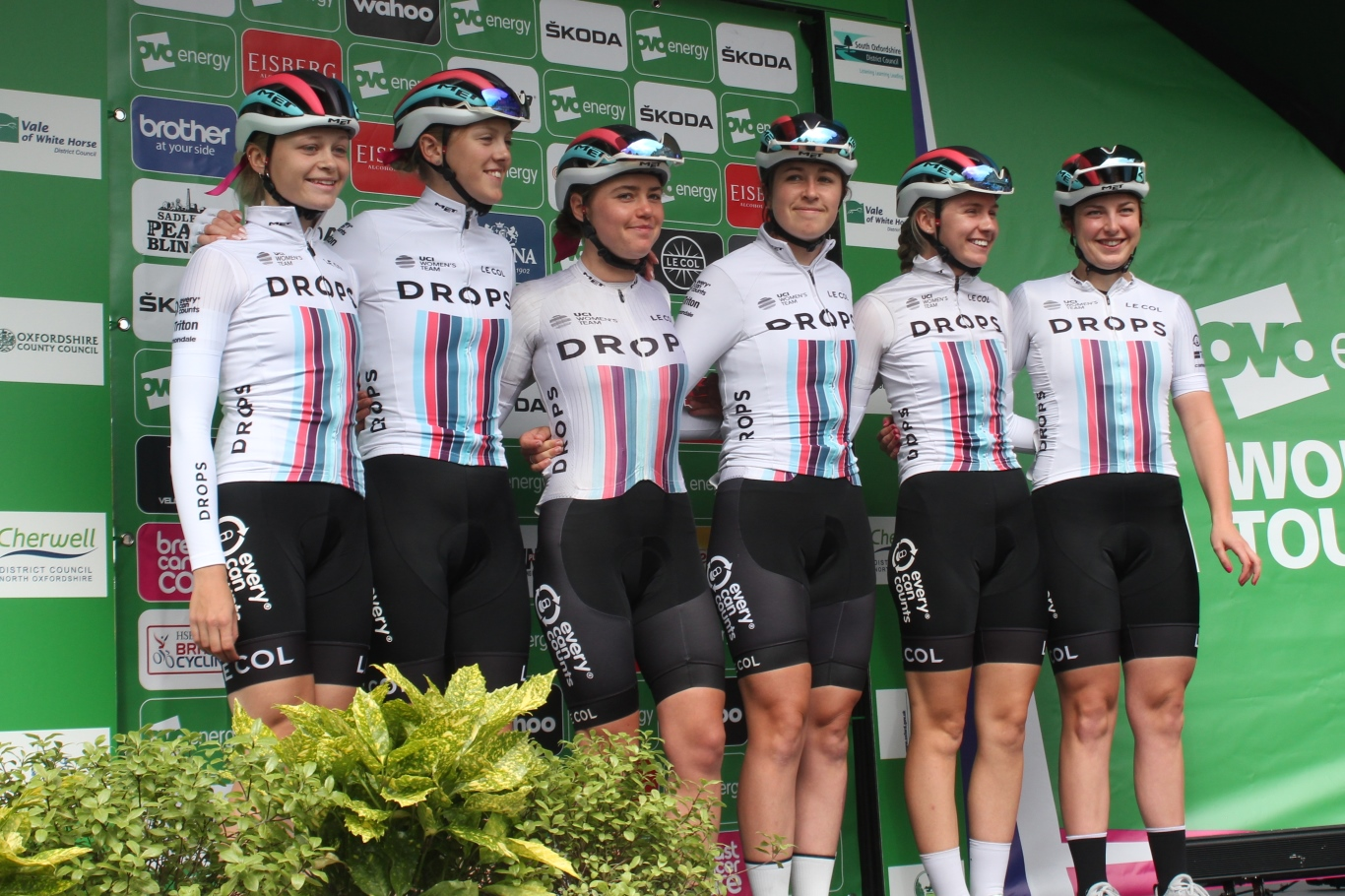
Team Drops in The Women's Tour 2019.

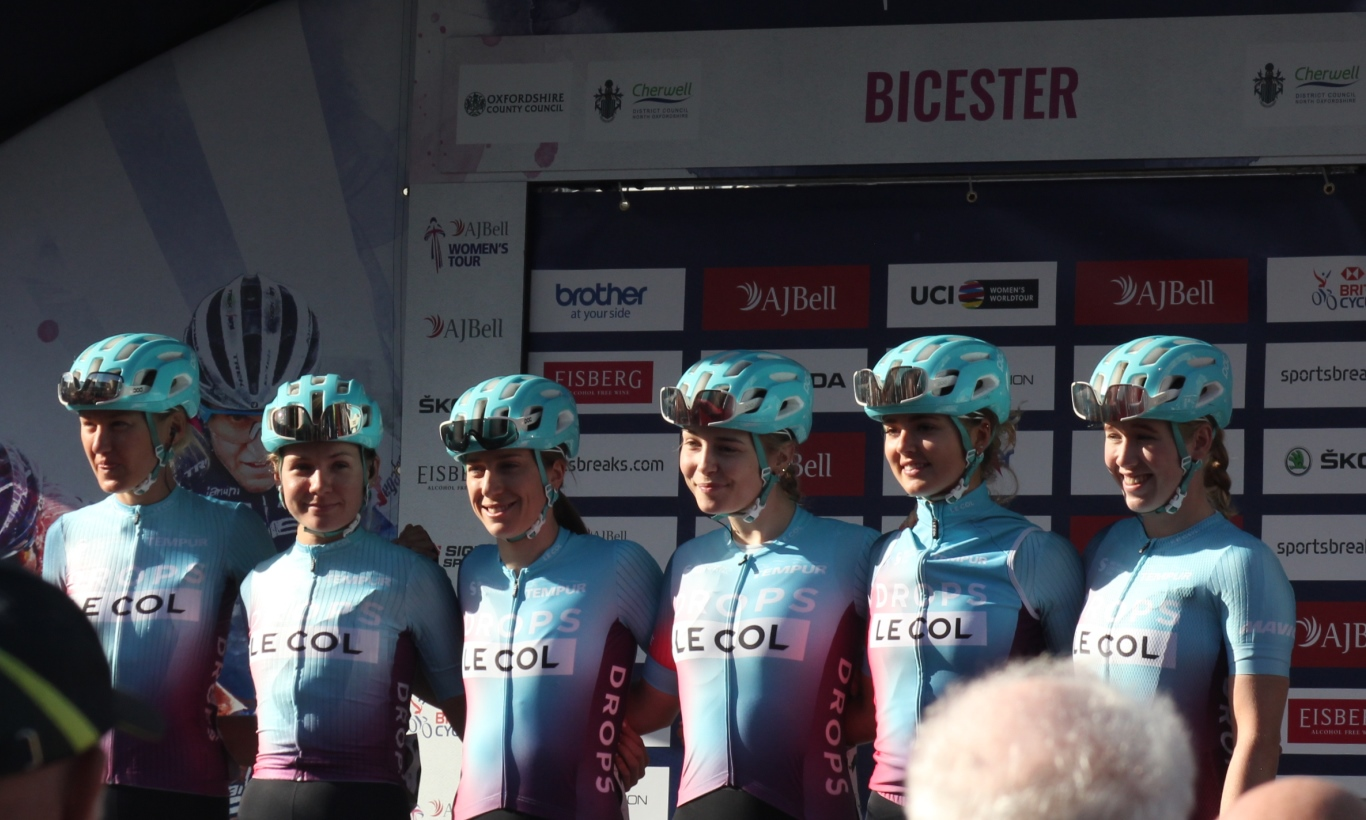
Drops-Le Col in The Women's Tour 2021.

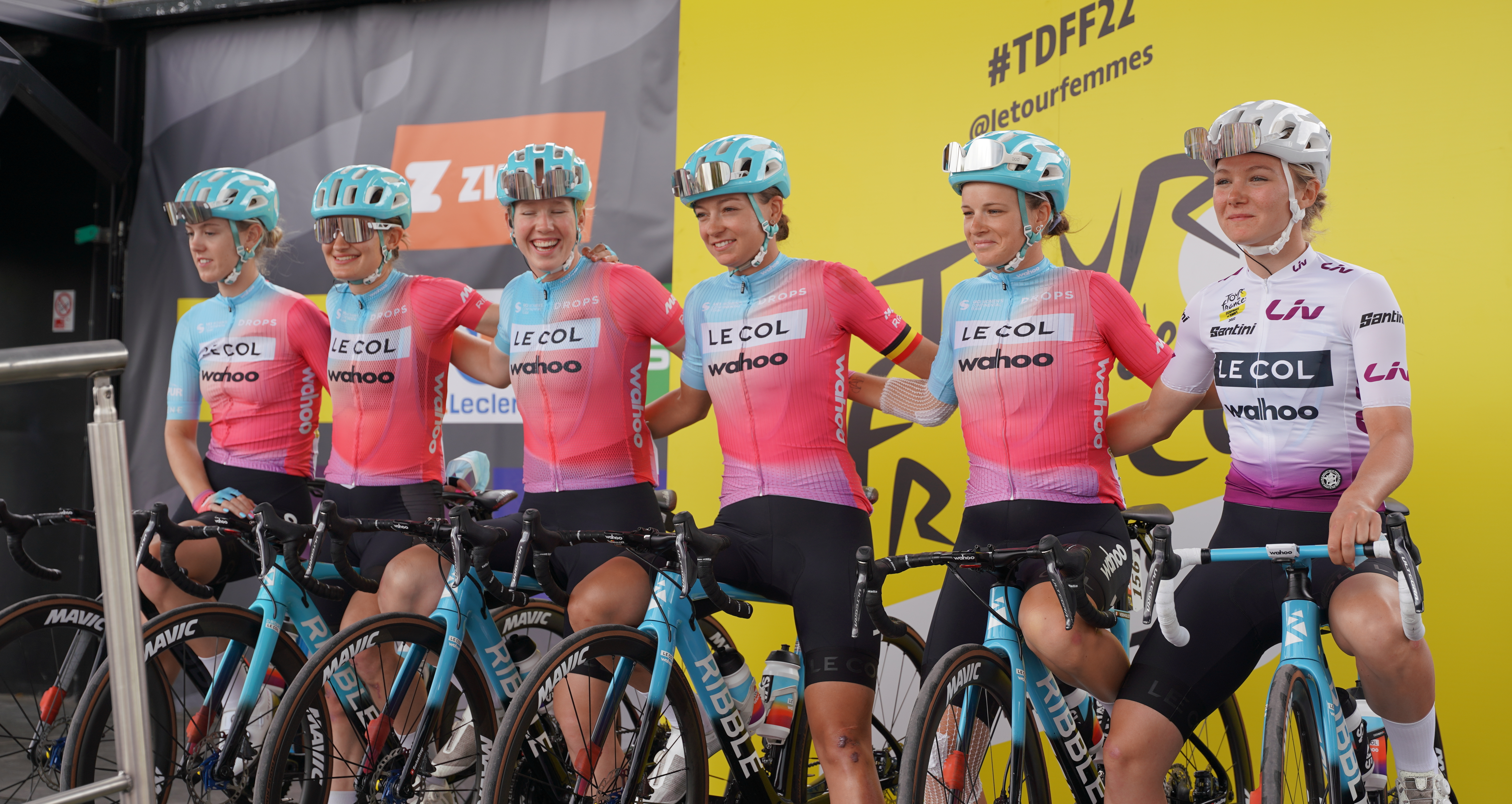
Maike van der Duin (witte trui) met Le Col-Wahoo in de Tour de France Femmes 2022.

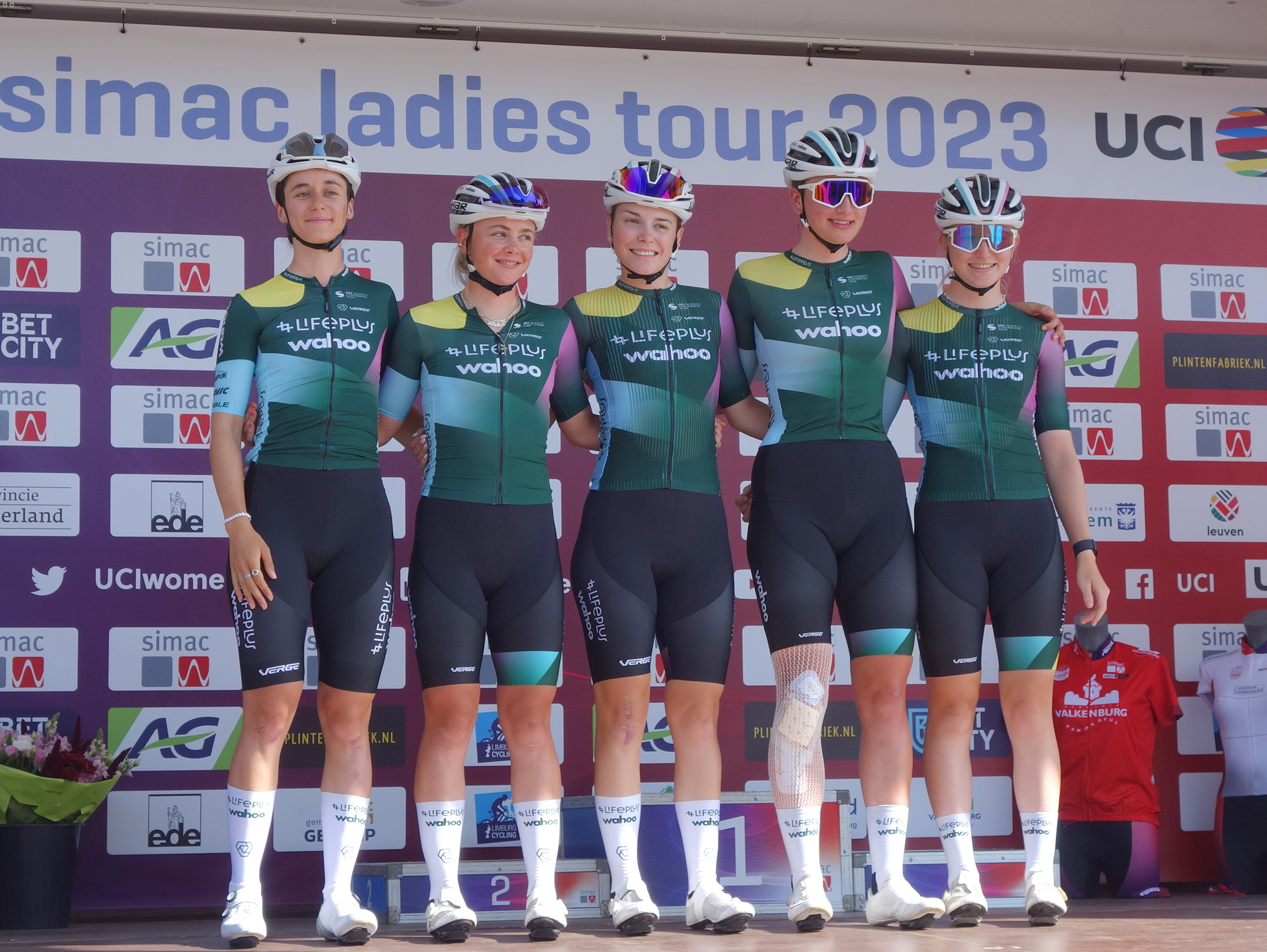
Lifeplus-Wahoo in Simac Ladies Tour 2023

De ploeg werd in 2016 opgericht als Drops Cycling Team als voortzetting van Corley Cycles-Drops RT. In 2018 werd fietsmerk Trek co-sponsor en ging de ploeg verder als Trek-Drops. Deze haakte een jaar later weer af, vanwege de oprichting van de vrouwenploeg Trek-Segafredo, waardoor de toekomst voor Drops onzeker werd. Na een succesvolle crowdfunding eind 2018 ging de ploeg in 2019 weer door als Drops Cycling Team. In 2021 werd sportkledingmerk Le Col co-sponsor, en ging verder als Drops-Le Col supported by Tempur (UCI-code DRP). In 2022 kwam het team als Le Col-Wahoo (UCI-code LEW) uit. Voor 2023 werd er een nieuwe sponsor gevonden, veranderde de naam naar Lifeplus Wahoo en gingen ze aan de slag als continentale ploeg.
In juli 2021 won Joscelin Lowden een etappe en het eindklassement van de Tsjechische rittenkoers Tour de Feminin - O cenu Českého Švýcarska. In september van dat jaar verbeterde zij het werelduurrecord. De ploeg mocht tweemaal meedoen aan de Tour de France Femmes. In 2022 droeg Maike van der Duin twee dagen de witte trui als beste jongere en in de tweede etappe ontving ze de prijs voor de strijdlust.

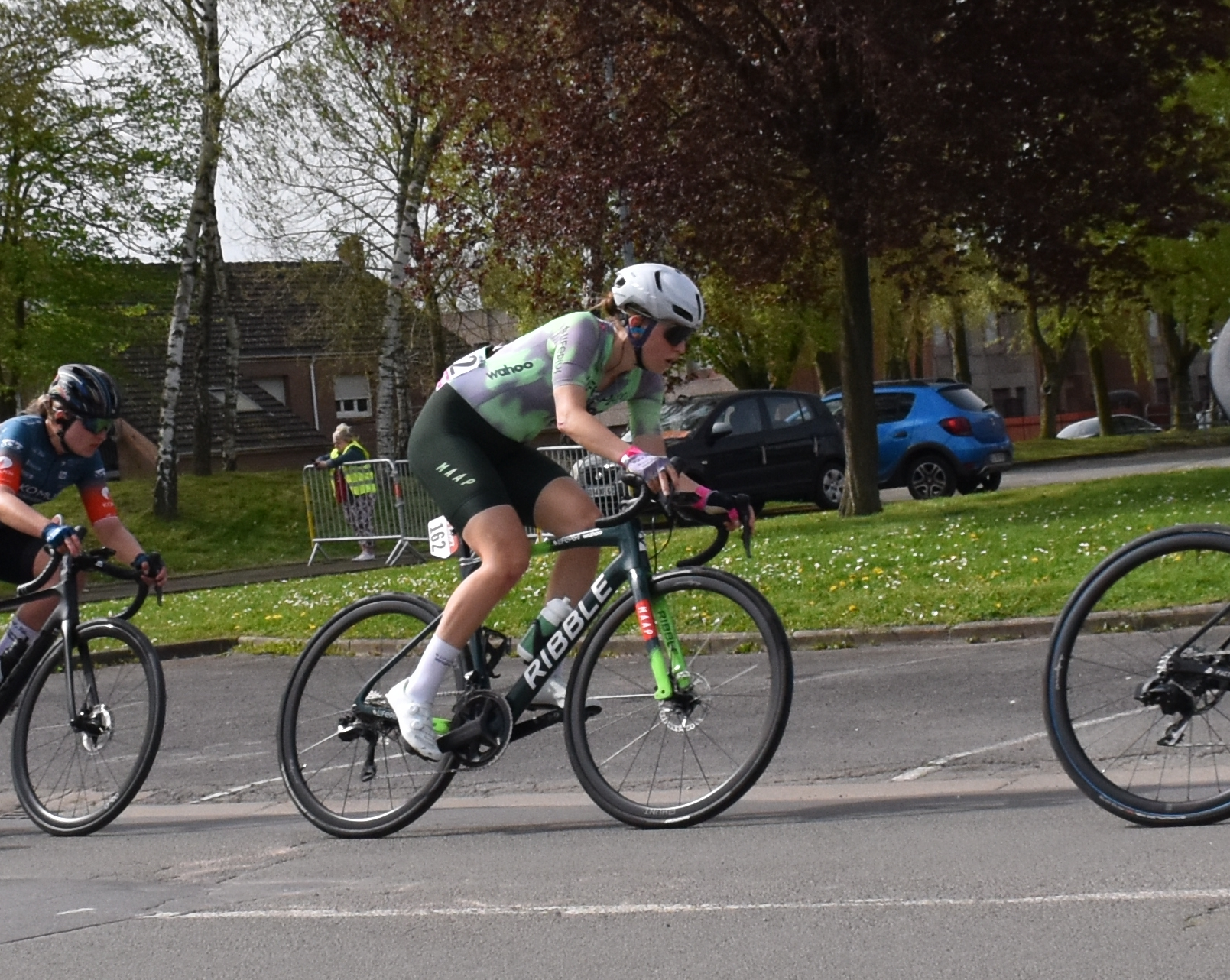
Burlová tijdens Parijs-Roubaix 2024.

In de nacht van 6 op 7 juni 2024 werden de veertien fietsen van de ploeg gestolen tijdens de Tour of Britain. Andere ploegen schoten te hulp, zodat de rensters alsnog van start konden gaan in de tweede etappe. In augustus 2024 maakte de ploeg bekend na dit seizoen te stoppen, mede vanwege de fietsdiefstal, maar ook omdat de ploeg dat jaar niet de Tour de France mocht rijden.
In 2017 maakte de Belgische Ann-Sophie Duyck deel uit van de ploeg en in 2022 haar landgenote Jesse Vandenbulcke. De Nederlandse Eva Buurman kwam in 2018 uit voor de ploeg en later ook haar landgenoten Marjolein van 't Geloof (2020-2022), Maike van der Duin (2021-2022), Eva van Agt (2022) en in de laatste twee jaren reed Babette van der Wolf voor de ploeg. De Nederlandse voormalige rensters Marijn de Vries (2016-2017) en Julia Soek (2022) waren ploegleider bij het team.

## Overwinningen

### Baan
2016
Ploegenachtervolging Glasgow: Eleanor Dickinson
Scratch Manchester: Eleanor Dickinson
2021
Werelduurrecord, Joscelin Lowden

### Weg
2017
2e etappe Setmana Ciclista Valenciana: Ann-Sophie Duyck
Bergklassement: Ann-Sophie Duyck
4e etappe Gracia Orlová: Martina Ritter
3e etappe (tijdrit) Tour de Feminin - O cenu Českého Švýcarska: Ann-Sophie Duyck
Ljubljana-Domzale-Ljubljana (tijdrit): Ann-Sophie Duyck
1e etappe BeNe Ladies Tour: Alice Barnes
Jongerenklassement: Alice Barnes
2018
Jongerenklassement Setmana Ciclista Valenciana: Abby-Mae Parkinson
Bergklassement Thüringen Ladies Tour: Kathrin Hammes
2019
Ronde van Toscane: Lizzie Holden
2021
4e etappe Tour de Feminin - O cenu Českého Švýcarska: Joscelin Lowden
Eindklassement Tour de Feminin - O cenu Českého Švýcarska: Joscelin Lowden
2022
Veenendaal-Veenendaal Classic: Gladys Verhulst
Grote Prijs Beerens: Marjolein van 't Geloof

## Kampioenschappen

### Baan
2019
Wereldkampioene scratch: Elinor Barker
2020
Portugees kampioene afvalkoers: Maria Martins
Portugees kampioene puntenkoers: Maria Martins
Portugeen kampioene scratch: Maria Martins
2022
Europees kampioene omnium, U23: Maria Martins
Europees kampioene scratch, U23: Maike van der Duin

### Weg
2016
Kampioen van Antigua en Barbuda op de weg: Tamiko Butler
Kampioen van Antigua en Barbuda tijdrijden: Tamiko Butler
 Brits kampioene op de weg, U23: Alice Barnes
 Brits kampioene op de weg, junioren: Eleanor Dickinson
2017
 Belgisch kampioene tijdrijden: Ann-Sophie Duyck
 Brits kampioene op de weg, U23: Alice Barnes
 Oostenrijks kampioene tijdrijden: Martina Ritter
 Oostenrijks kampioene op de weg: Martina Ritter
2021
 Portugees kampioene op de weg: Maria Martins
2022
 Brits kampioene op de weg: Alice Towers
2023
 Brits kampioene tijdrijden, beloften: Madelaine Leech
Barnes · Boddy · Butler · Cameron · Coleman · Dickinson · Durrell · George · Massey · Osborne · Payton · Shaw · Simpson · Van Twisk · Womersley
Barnes · Christian · Coleman · Durrell · Duyck · Holden · Massey · Osborne · Park · Parkinson · Payton · Ritter · Shaw · Simpson · Van Twisk · Womersley · Zorzi
Buurman · Christian · Hammes · Holden · Lloyd · Park · Parkinson · Payton · Shaw · Simpson · Van Twisk · Weaver · Wiles
Anderson · E. Barker · M. Barker · Christian · Dickinson · Holden · Lloyd · Lowden · Parkinson · Payton · Redmond · Shaw
Bennett · Christian · Van 't Geloof · Martins · Meakin · Moberg · Lowden · Olsen · Penton · Smekal · Tacey
Bennett · Christian · Christmas · Van der Duin · Van 't Geloof · Martins · Meakin · Moberg · Lowden · Olsen · Penton · Smekal · Tacey · Towers
Van Agt (vanaf 1/5) · Christian · Van der Duin · Van 't Geloof · Holden · King · Martins · Merino · Moberg · Perkins · Tacey · Towers · Vandenbulcke · Verhulst
Grinczer (vanaf 1/7) · Harris · King · Laurance · Leech · Novolodskaya (tot 1/7) · Richardson · Rysz · Söderqvist · Tacey · Vigie · Van der Wolf · Wyllie
Burlová (tot 20/9) · Franz · González · Harris · Jamieson · King · Leech · Richardson · Rysz · Söderqvist · Van der Wolf